# Comanthera reflexa
Comanthera reflexa är en gräsväxtart som först beskrevs av Henry Allan Gleason, och fick sitt nu gällande namn av L.R.Parra och Ana Maria Giulietti. Comanthera reflexa ingår i släktet Comanthera, och familjen Eriocaulaceae. Inga underarter finns listade i Catalogue of Life.